# Portland Castle
Portland Castle är ett slott i Storbritannien.   Det ligger i kommunen Dorset och riksdelen England, i den södra delen av landet, 190 km sydväst om huvudstaden London. Portland Castle ligger 4 meter över havet.
Terrängen runt Portland Castle är platt. Havet är nära Portland Castle åt sydost.  Närmaste större samhälle är Weymouth, 5,2 km norr om Portland Castle. 